# Erythridula pfrimmeri
Erythridula pfrimmeri är en insektsart som först beskrevs av Hepner 1977.  Erythridula pfrimmeri ingår i släktet Erythridula och familjen dvärgstritar. Inga underarter finns listade i Catalogue of Life.